# Gudumholm (parochie)
Gudumholm (tot 2010: Gudumholm Kirkedistrikt) is een parochie van de Deense Volkskerk in de Deense gemeente Aalborg. De parochie maakt deel uit van het bisdom Aalborg en telt 642 kerkleden op een bevolking van 642 (2004).
Gudumholm was tot 1 oktober 2010 een onderdeel (kirkedistrikt) van de parochie Gudum. Sindsdien is het een zelfstandige parochie. In 2014 werd wat na 2010 nog resteerde van de parochie Gudum bij Gudumholm gevoegd, waarbij de nieuwe parochie de naam Gudumholm bleef dragen.
Gistrup · Gudum · Gudumholm · Gunderup · Klarup · Komdrup · Lillevorde · Mou · Nørre Kongerslev · Nørre Tranders · Nøvling · Romdrup · Romdrup-Klarup · Rørdal · Sejlflod · Skalborg · Sønder Kongerslev · Sønder Tranders · Storvorde